# سد گلنو
سد گلنو (به ایتالیایی: Diga del Gleno) یک سد در ایتالیا است که در استان برگامو واقع شده‌است.